# Gisela Aderhold

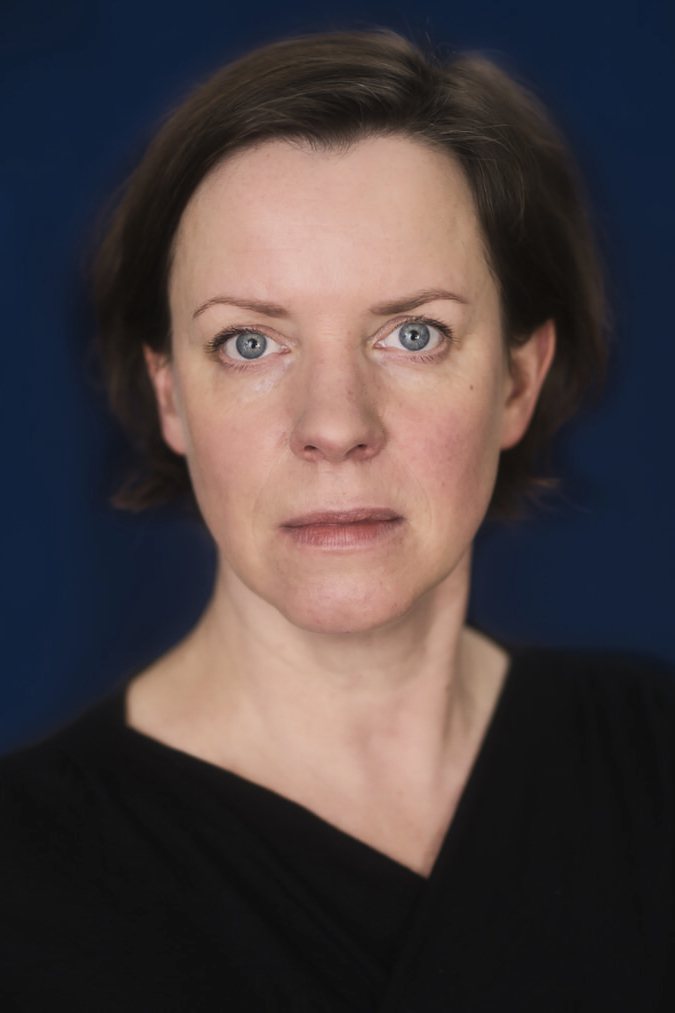
Gisela Aderhold (2022)

Gisela Aderhold (* 6. Februar 1972 in Stuttgart) ist eine deutsche Schauspielerin.

## Leben
Gisela Aderhold absolvierte zwischen 1997 und 2001 die Freiburger Schauspielschule. Ihr erstes Engagement hatte sie am Stuttgarter Theater der Altstadt. Nach drei Jahren wechselte sie an das Stadttheater Hildesheim. Es folgten Gastauftritte am Staatstheater Stuttgart. 2007 wechselte sie an das Theater & Philharmonie Thüringen, wo sie bis 2009 in mehreren Inszenierungen auftrat.
Gisela Aderhold lebt hauptsächlich in München. Sie ist mit dem Schauspieler Moritz Tittel verheiratet, die beiden sind Eltern eines Sohnes.

## Filmografie (Auswahl)
- 1998: Jenny
- 2000: Fabrixx (TV-Serie)
- 2001: Ein Hut, ein Stock und zwei Regenschirme (Kurzfilm)
- 2002: Das unzähmbare Herz (Mehrteiler)
- 2003: Fabrixx
- 2008: Der Mann, der nicht weinen wollte
- 2010: Verliebte Paare (Kurzfilm)
- 2012: Aktenzeichen XY … ungelöst
- 2012: Schicksale – Und plötzlich ist alles anders (Dokumentation)
- 2013: Finsterworld (Kinofilm)
- 2015: Brief an mein Leben (Fernsehfilm)[2]
- 2016: Schwarzach 23 und die Jagd nach dem Mordsfinger
- 2017: Der gute Bulle
- 2018: Bier Royal
- 2018: Tatort: Der Mann, der lügt
- 2019: Ein Wochenende im August
- 2018: Die Heiland – Wir sind Anwalt (Fernsehserie, Folge Wenn du mich liebst)
- 2019: Im Schatten der Angst
- 2019: Hubert ohne Staller – Der Aussteiger
- 2020: SOKO München – Im Angesicht des Todes
- 2020: Die Getriebenen
- 2021: Die Drei von der Müllabfuhr – Die Streunerin
- 2021: Gute Zeiten, schlechte Zeiten (Fernsehserie)
- 2021: Doktor Ballouz
- 2021: Artgerecht (Organic Love)
- 2022: Wunderschön
- 2022: Der Pass
- 2022: Völlig meschugge?!
- 2023: Blood & Gold
- 2024: SOKO Stuttgart: Lebenslügen
- 2024: Crooks (Fernsehserie)